# Ricardo Echegaray
Ricardo Daniel Echegaray (Punta Alta, 27 de enero de 1966) es un abogado, político y funcionario público argentino. Designado el 30 de diciembre de 2008 por la presidenta Cristina Fernández de Kirchner como titular de la AFIP (Administración Federal de Ingresos Públicos), organismo fiscal que tiene por función la recaudación impositiva a nivel nacional en Argentina.
Con anterioridad, entre los años 2004 y 2008 Echegaray, abogado especializado en derecho tributario, fue director general de Aduanas, durante la gestión de Alberto Abad al frente de la AFIP y titular de la Oficina Nacional de Control Comercial Agropecuario (ONCCA).
En enero de 2016 fue nombrado titular de la Auditoría General de la Nación (AGN) con las firmas de Gabriela Michetti y Emilio Monzó, con la condición de que al momento de asumir no tuviera más procesamientos en ninguna causa judicial.  Había sido designado en diciembre de 2015 pero no pudo asumir por una impugnación de Elisa Carrió por «falta de idoneidad moral». La jueza Rodríguez Vidal dispuso su suspensión y presentó la renuncia a su puesto en la Auditoría General de la Nación el 9 de agosto del mismo año. El 2021 fue condenado  a la pena de cuatro años y ocho meses de prisión por una maniobra de defraudación al Estado con el otorgamiento irregular de planes de pago a una petrolera.

## Biografía

### Comienzos
Estudió en el Liceo Naval Militar Almirante Guillermo Brown de donde egresó como guardiamarina de reserva, incorporándose a trabajar como tal en el Liceo Naval Militar Capitán Moyano.
Egresó de la Universidad Nacional de Mar del Plata con el título de abogado. En la Universidad de Barcelona (España) realizó una maestría en Derecho Tributario y otra en Comercio y Finanzas Internacionales.
En la Facultad de Derecho de la Universidad de Buenos Aires se afilió a la UPAU ―la rama universitaria de la UCD (Unión del Centro Democrático)―, y allí fue candidato a vocal para el centro de estudiantes de la Facultad de Derecho en la elección de 1985.
Además hizo un posgrado en Comercio Exterior y Economía Internacional y un posgrado en Derecho Tributario Internacional.
Echegaray es especialista en «lucha contra el tráfico ilícito de drogas», y en «investigaciones contra el narcotráfico», que estudió en la Universidad Católica de Salta. También es especialista nacional avanzado en «lucha contra el narcotráfico».
En 1987 se casó con Silvana Karina Oviedo.

### Carrera profesional
Entre agosto de 1988 y diciembre de 1989, Echegaray fue contratado por Viviendas Amaike SRL, una firma dedicada a la construcción de casas prefabricadas de madera.
Entre marzo de 1991 y diciembre de 1993 dictó clases de Educación Cívica en el Instituto José Manuel Estrada (colegio secundario salesiano) en Punta Alta.
En 1993 Echegaray era asesor letrado. En 1994 fue apoderado judicial del Fisco Nacional. En 1995 fue jefe de la Oficina de Investigaciones y Procedimientos, en 1997 jefe de la Sección Sumarios y Jefe de la Unidad Técnica de Verificación y Valoración. También ese año fue el reemplazo a cargo de la Aduana de Río Gallegos, provincia de Santa Cruz. entre 1995 y 1997. Además fue el administrador de la aduana de Esquel en 1996 y el administrador interino de la aduana de Río Gallegos en 2003.
Fue consultor internacional de fiscalidad del Banco Interamericano de Desarrollo y consultor del Fondo Multilateral de Inversiones y del Centro Interamericano de Administraciones Tributarias.
Fue el director de la Regional de Aduanas de la Patagonia y fue consultor de organismos internacionales como el Banco Interamericano de Desarrollo (BID) y el Centro Interamericano de Administraciones Tributarias (CIAT). En 2004 fue director interino de la Dirección Regional Aduanera Comodoro Rivadavia.
En julio de 2004 asumió como director general de Aduanas.
En 2007 fue presidente de la Oficina Nacional de Control Comercial Agropecuario.

### Administrador de la AFIP (2008-2015)
En diciembre de 2008 fue nombrado administrador de la AFIP (Administración Federal de Ingresos Públicos). Llevó a cabo la introducción y la generalización del uso de la factura electrónica, para la AFIP, las ventajas de la factura electrónica se dan en que "se evita la facturación apócrifa" y "beneficia la recaudación para las arcas del Estado" También implementó la auditoría informática, servicios de autenticación mediante Clave Fiscal; Firma Digital en diferentes ciudades. Al respecto declaró:"Trabajamos día a día en la modernización y simplificación de procesos. Queremos que la AFIP sea una verdadera autopista del Gobierno Electrónico y que puedan utilizarlas todas las estructuras del Estado nacional como las dependencias provinciales y municipales para simplificarle la vida a los ciudadanos”.
En 2014 la AFIP adhirió a una iniciativa por la lucha por la transparencia tributaria internacional y la cooperación en materia fiscal en el ámbito del G20. Echegaray detalló que esta herramienta sirve para un mejor funcionamiento de las leyes tributarias nacionales, en particular con miras a combatir la elusión y evasión tributaria". En diciembre de 2009 la AFIP tenía 23.269 empleados, y en noviembre de 2015 contaba con 22.732 trabajadores, lo que representaba una racionalización de 537 puestos. Anunció un nuevo régimen de modernización de controladores fiscales, que prevé la incorporación de información digitalizada y permitirá un ahorro promedio de hasta 3 millones de pesos anuales para los grandes contribuyentes.  La Resolución 3.561 publicada hoy en el Boletín Oficial, brinda facilidades para que los contribuyentes renueven unos 400.000 controladores fiscales, reduciendo notoriamente los costos de papel, almacenamiento e insumos, agilizando la operatoria comercial. Durante su gestión la AFIP resultó ganadora del premio a "Mejor Prestación de Servicios Digitales en el Sector Público", otorgado por el Datacenter Dynamics en el marco del concurso internacional "DCD Latin América Awards 2015.
Como titular de la AFIP inició acuerdos con Hong Kong y Jamaica. Los convenios negociados por Echegaray comprometen a los países firmantes a intercambiar información tributaria. En el caso del acuerdo con Jamaica, el convenio incluye a todos los impuestos gravados o administrados por ese país mientras que en el caso de la Argentina, el pacto alcanza al Impuesto a las Ganancias, Impuesto al Valor Agregado, Impuesto sobre los Bienes Personales e Impuesto a la Ganancia Mínima Presunta.
Se establecieron las modalidades a través de la cuales se deberán emitir los comprobantes electrónicos a fin de respaldar las operaciones de compraventa de cosas muebles, locaciones y prestaciones de servicios, locaciones de cosas y obras y las señas o anticipos que congelen el precio, en pos de una tendencia hacia un régimen más moderno enfocado en la implementación de facturas electrónicas, y que actualmente alcanza a buena parte de los contribuyentes. No obstante, los plazos fijados para la incorporación de este tipo de facturas. 
Ese mismo año de implementó un nuevo sistema informático para evitar uso de papel en trámites aduaneros, que tenía como fin facilitar el comercio exterior seguro y transparente simplificando los trámites sin que ello signifique disminuir el control.El software del Malvina es un desarrollo propio de la AFIP y la Argentina es el primer país en Sudamérica en contar con un sistema de estas características que, entre otras innovaciones, permitir  tener disponible la imagen del escaneo de la carga junto con la declaración de exportación e importación. También se incorporaron avances tecnológicos implementandos en la AFIP orientados a dotar de mayor transparencia al comercio exterior y que se encuentran enmarcados dentro del plan estratégico de Gobierno Electrónico como el Código de Barra a la Declaración Aduanera, para fortalecer la trazabilidad del comercio exterior, y la autogestión de Clave Fiscal mediante el sistema captura de huella digital.En el marco de las Jornadas de “Competitividad a través del comercio y la labor de las aduanas” organizado por la Cámara de Comercio de los Estados Unidos en la Argentina (AmCham), Echegaray adelantó la implementación de otras soluciones tecnológicas que se podrán en marcha como un circuito cerrado de TV en línea en Aduanas y Pasos Fronterizos, el “Certificado de Origen digitalizado” y la digitalización de documentos bajo el esquema de “Depositario Fiel”
En agosto de 2013 Echegaray negó ante la prensa que fuera a incrementarse la percepción que realiza la AFIP por la compra de dólares para turismo y gastos con tarjeta en el exterior, por entonces del 20 por ciento. El 3 de diciembre de 2013 Echegaray incrementó al 35 % dicha  percepción.
En 2015, el diario británico The Telegraph destacaba a la Argentina como el segundo país que más había luchado contra la evasión fiscal, en los últimos años. A fines de 2015, presentó su renuncia como presidente de la AFIP, luego de la victoria de Cambiemos en las elecciones presidenciales.
En junio de 2015, Ricardo Echegaray y el ministro de trabajo, Carlos Tomada, anunciaron la sustitución de la hoja móvil papel por una sistematización digital sobre la liquidación de remuneraciones a su personal. Buenos Aires es la primera jurisdicción en implementar este sistema. Al respecto echegaray afirmó que: "Trabajamos todos los días en la simplificación de procesos porque creemos que la AFIP es una verdadera autopista del Gobierno Electrónico para que pueda ser utilizada por y todas las estructuras del Estado nacional y las dependencias provinciales para simplificarle la vida a los ciudadanos" En mayo de 2015, implementó la reducción en el impuesto a las Ganancias y  la resolución que reglamenta la devolución de ganancias para los salarios comprendidos entre $ 15.000 y $ 25.000. La resolución establecía que los cambios en el tributo se calcularán a partir de “los haberes percibidos desde el 1 de enero de 2015”. Por lo tanto, en los casos que corresponda se aplicará “la devolución del monto correspondiente en cinco cuotas mensuales, iguales y consecutivas, a partir del mes en que se genere el saldo a favor del beneficiario, inclusive”.

### Presidente de la Auditoría General de la Nación (2016)
En 2016 fue designado como presidente de la Auditoría General de la Nación por el partido de la oposición con mayor número de legisladores en el Congreso de la Nación, el Partido Justicialista. Los presidentes de las cámaras legislativas firmaron con demora la resolución conjunta para que asuma el cargo, según algunos políticos se observaron comportamientos dilatorios de parte de ellos y exigencias que nunca se solicitaron en el caso del titular saliente de ese organismo, Leandro Despouy. A poco después de asumir Ricardo Echegaray buscó acelerar los tiempos de la Auditoría General de la Nación.
Entre los países que firmaron el acuerdo se destacan Alemania, España, Reino Unido, Francia, Grecia, India, Colombia, Italia, México, Sudáfrica, Países Bajos, Luxemburgo e Irlanda, país con el que la Argentina firmará próximamente un convenio bilateral de intercambio de información en materia tributaria. Además, estas naciones también suscribieron el acuerdo de información: Anguila, Barbados, Bélgica, Bermudas, Bulgaria, Chipre, Corea, Croacia, Curazao, República Checa, Dinamarca, Eslovaquia, Eslovenia, Estonia, Finlandia, Gibraltar, Grecia, Guernsey, Hungría, Isla de Man, Islas Caimán, Islas Feroe, Islas Turcas y Caicos, Islas Vírgenes Británicas, Islas Mauricius, Islandia, Jersey, Letonia, Liechtenstein, Lituania, Malta, Montserrat, Noruega, Polonia, Portugal, Rumania, Seychelles, y Suecia.

## Controversias y denuncias judiciales
El 11 de septiembre de 2009, Echegaray fue denunciado penalmente por el abogado y periodista Alejandro Sánchez Kalbermatten por presunto incumplimiento de sus deberes de funcionario público y por abuso de autoridad En octubre de 2012, Echegaray fue sobreseído por la Justicia en esa causa. En 2014, cuando Echegaray denunció a Prat-G en la Justicia Penal. Según el exministro, el responsable de la AFIP utilizó información fiscal confidencial. Prat- G fue acusado de integrar una asociación ilícita que había evadido impuestos a través de una cuenta bancaria en Suiza de la familia de la fallecida empresaria Amalia Lacroze de Fortabat.
En 2012 al incentivar que los argentinos veraneen en su patria, dijo:

Preferimos que se queden a veranear en el país.

 declaró:

La inversión en Uruguay fue debidamente declarada y como corresponde periódicamente incluida con precisión en mis declaraciones juradas de Bienes Personales.

En la declaración presentada ante la Oficina Anticorrupción no constaba que estaba ubicado fuera del país porque no era obligatorio. 
En 2013 el programa Telenoche Investiga sostuvo que el empresario aduanero Jorge Lambiris le habría pagado los pasajes y los traslados de Echegaray y su familia a Río de Janeiro la Justicia determinó que el paquete turístico por el que Echegaray estuvo en Río de Janeiro a fines de 2013 para festejar Año Nuevo fue comprado por su esposa y lo desvinculó del caso. De acuerdo con las constancias de autos, la única vinculación que une a la familia Echegaray con la familia Lambiris es que ambos grupos contrataron  un paquete turístico a la misma ciudad.
Echegaray acusó a Héctor Magnetto de una operación política:

No es profesional financiar una acción de persecución, hostigamiento, amedrentamiento y linchamiento mediático como de la que fui yo objeto.

A principios de 2014 Echegaray fue denunciado ante la Oficina Anticorrupción por las diputadas Laura Alonso y Patricia Bullrich por supuesta violación de la ley 25.188 de ética pública incumpliendo la normativa de viajar obligatoriamente por Aerolíneas Argentinas ya que viajó por Fly Emirates.
También en 2014 fue denunciado por Alfonso Prat Gay porque Echegaray lo había involucrado en un caso de evasión impositiva tras la filtración de cuentas ocultas en Suiza cuando el organismo aportó a la Justicia la información de cuentas ocultas recibida de Francia,  
por parte de Amalia Lacroze de Fortabat y la actuación de Prat Gay como apoderado de la cuenta de la empresaria. Por este motivo fue destituido de su cargo como Presidente de la Auditoría General de la Nación (AGN). Finalmente fue sobreseído por los camaristas de la sala I del Tribunal de Apelaciones que consideraron que no existía "ningún delito penal" y reabriendo la causa contra Prat Gay
En 2016, el fiscal Eduardo Taiano imputó penalmente a Alberto Abad, sucesor de Echegaray en Administración Federal de Ingresos Públicos entre otros, por "filtrar" información confidencial sobre empresarios que estaban siendo investigados, con objetivos políticos. A su vez, el diputado kirchnerista Rodolfo Tailhade, denunció que se estaban borrando pruebas en AFIP que involucran a políticos del PRO incluyendo al entonces presidente Mauricio Macri.
En mayo de 2016, Echegaray fue acusado, por el fiscal federal Marijuan, de complicidad en el caso Lázaro Báez al apañar o evitar controlar las facturas falsas apócrifas que utilizaban las empresas de Báez para cobrar sobreprecios en las obras públicas acusado de lavado de dinero. El juez federal Sebastián Casanello rechazó su pedido de sobreseimiento y continuó el proceso por las acusaciones de proteger a Lázaro Báez en investigaciones fiscales cuando era titular de la AFIP.
En junio de 2016 la Fundación por la Paz y el Cambio Climático lo denunció por defraudación por administración fraudulenta por los estados contables de la productora Ideas del Sur, propiedad de Cristóbal López y Marcelo Tinelli. El 19 de diciembre de 2017 fue procesado junto al empresario Cristóbal López acusado de evadir 8.000 millones de pesos (ocho mil millones de pesos) durante la gestión de Echegaray al frente de la AFIP.
El 16 de diciembre de 2021 Echegaray fue condenado en la causa Oil Combustibles a la pena de cuatro años y ocho meses de prisión por una maniobra de defraudación al Estado con el otorgamiento irregular de planes de pago a la petrolera de los empresarios Cristóbal López y Fabián De Sousa. La decisión fue tomada por el Tribunal Oral Federal N° 3 luego de tres años de debate oral. En la misma causa absolvieron a Cristóbal López y Fabián De Sousa